# Karl Ludwig Severin
Karl Ludwig Severin (* 15. Juli 1785 in Frankfurt (Oder); † 3. September 1851 in Glogau, Provinz Schlesien) war ein preußischer Pädagoge und Schriftsteller.

## Leben

### Familie
Karls Vater Friedrich Severin († vor 1799) stammte aus Kopenhagen und war zuletzt Lehrer und französischer Sprachmeister am Züllichauer Pädagogium. Seine Mutter Susanna Magdalene Geisler († nach 1811) stammte aus Liegnitz. Der preußische Wirkliche Geheime Oberbaurat, August Severin (1780–1861) war sein älterer, der Vize-Superintendent in Freienwalde, schließlich Pastor in Wolkwitz, Heinrich Ferdinand Severin (1788–1850) sein jüngerer Bruder. Die beiden Juristen Ludwig Severin (1813–1863) und Ernst Severin (1818–1888) sowie Ludwig Benjamin Henz (1798–1860) waren seine Neffen.

### Werdegang
Severin machte 1803 sein Abitur am Züllichauer Pädagogium und studierte bis 1806 in Frankfurt (Oder) Theologie und Pädagogik. Er war dann für ein halbes Jahr Hilfslehrer in Züllichau und wurde anschließend für drei Jahre Hauslehrer des Grafen von Schweidnitz auf Günthersdorf und Hausdorf. Im Frühling 1809 wurde er als Lehrer an seine alte Schule, das Pädagogium in Züllichau und im Frühjahr 1812 als Prorektor ans Gymnasium in Groß-Glogau berufen. Anfangs breit aufgestellt, unterrichtete er späterhin in den oberen Klasse Geschichte und Geographie, sowie französische und deutsche Sprache, während er der zweiten Klasse die Aeneis des Vergil nahe zu bringen versuchte.
Severin war 1820 Mitglied im Verein für schlesische Geschichte und Altertumskunde und er war Ritter des Roten Adlerordens IV. Klasse. Ferdinand Minsberg nannte ihn 1853 in seiner Geschichte der Stadt und Festung Groß-Glogau einen von 11 besonders verdienten Zeitgenossen.

### Werke
- Einige Worte über den Maßstab, nach welchem gelehrte Schulen beurtheilt zu werden pflegen. Glogau 1825
- Ueber den wahren inneren Beruf zum Studieren. Glogau 1825
- Ueber die Klage, daß unbefangene Fröhlichkeit großentheils bei der heutigen Jugend vermißt werde. Glogau 1835
- Sind die Gymnasien für das Gedeihen eines jeden einzelnen ihrer Zöglinge verantwortlich? Glogau 1840
- Ueber das Streben nach Selbständigkeit, welches sich bei jungen Leuten auf Gymnasien zu offenbaren pflegt. Glogau 1846[5]